# زهانج زينزين
زهانج زينزين (بالصينية: 张辛昕) (19 أكتوبر 1983 ببكين في الصين - ) هو لاعب كرة قدم صيني في مركز الوسط. شارك مع منتخب الصين لكرة القدم. أما مع النوادي، فقد لعب مع نادي بكين سينوبو غوان ونادي شنجن وWuhan Optics Valley F.C. ‏.

## وصلات خارجية
- زهانج زينزين على موقع قاعدة بيانات كرة القدم.إي يو (الإنجليزية)
- زهانج زينزين على موقع ناشيونال فوتبول تيمز (الإنجليزية)